# 도안 (동진)

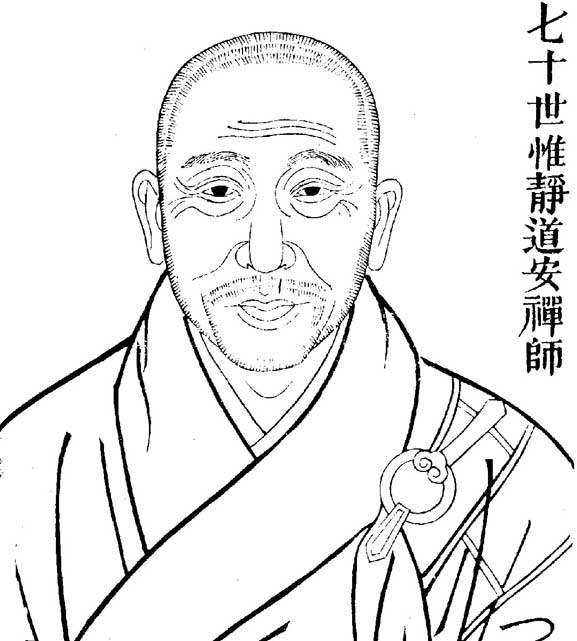

도안(道安: 312-385) 또는 석도안(釋道安)은 초기 중국불교를 대표하는 동진(東晉: 317-420) 시대의 고승(高僧)이다.

## 활동
도안은 하북성 형수시 기주구의 유교 가문에서 태어나 12세에 출가하여 서역으로부터 온 불도징(佛圖澄: 233-348)을 스승으로 모시고 가르침을 받았다. 스승인 불도징의 사후에는 그를 대신하여 많은 문하생을 지도하였으나 마침 전란시대여서 이 혼란을 피하기 위하여 할 수 없이 허베이성(河北省) · 산시성(山西省) · 허난성(河南省)의 여러 곳을 전전하면서 유랑하였다. 뒤에 혜원(慧遠) 등 400명의 문하생과 더불어 후베이성(湖北省)에 단계사(檀溪寺)를 짓고 엄숙한 구도와 연수를 위주로 하는 교단을 조직하여 국왕과 귀족으로부터 두터운 존경과 신임을 받았다.
379년에는 전진왕(前秦王) 부견(符堅)의 초빙을 받아 장안에 가서 국가의 고문에 추대되었다. 이리하여 명실공히 불교계의 지도자로서 활약하게 되고, 특히 카슈미르 출신의 승가발징(僧伽跋澄) · 승가제바(僧伽提婆), 토카라국의 담마난제 등 외국승을 도와 소승경전의 번역을 완성하였다.

## 업적
도안의 공적은 크게 다음의 다섯 가지이다.
1. 승단생활의 의식과 규범을 새로이 제정하였다. 경전의 강의와 설법의 순서, 부처(佛)에게 공양 하는 방법, 수업의 방법, 참회의 의식 등이 그것이다.
2. 당시까지 승려는 출신지나 스승의 이름을 성(姓)으로 하였으나 도안(道安)은 이것을 폐하고 불교는 석존(釋尊)의 가르침이기 때문에 승은 모두 석(釋)을 성(姓)으로 할 것이라고 주장하여 자신의 이름도 축도안(竺道安)에서 석도안(釋道安)이라고 고쳤다.
3. 당시까지 내려오던 격의불교(格義佛敎)의 오류를 반성하고, 불교는 불교 자체의 입장에서 연구해야 한다고 주장하였으며, 《반야경(般若經)》의 여러 다른 번역본을 비교 대조함으로써 참다운 뜻에 이르도록 노력하였다.
4. 당시까지의 한역경전(漢譯經典)을 정리하여 《종리중경목록(綜理衆經目錄)》이라는 최초의 한역불경(漢譯佛經)의 총목록을 편찬하였다.
5. 경전의 내용은 서분(序分) · 정종분(正宗分) · 유통분(流通分)의 3단계, 즉 3분과로 성립되어 있다고 생각하여 이를 확립하였다. 이 3분과(三分科)의 방법은 후세의 규범이 되었다.

## 도교에 미친 영향
도안(道安: 312-385)에 의해 이루어진 한역불경(漢譯佛經)의 수립 · 정리는 도교(道敎)의 역사에 큰 영향을 미쳤다. 중국 불교의 체계화 · 조직화에 대항하기 위해서 중국 토착종교측에서도 경전의 수집정리가 필요하게 되었으며, 이를 계기로 중국 토착종교는 개별로 분산된 종교단체라는 작은 범위를 넘어서 통합되는 경향으로 발전하게 되었다. 그 결과 도장(道藏)이라고 하는 도교 경전의 집성이 이루어졌다.
《정통도장(正統道藏)》의 편집 시 적용된 '삼동사보(三洞四輔: 세 개의 중심부과 네 개의 보완부)'라는 편집방침이 이 시기 동안 시간차를 두고 확립되었다. 이 삼동사보라는 관념이 생긴 과정에서 당시에 토착종교측에서 연대의식 내지 일체감이 형성되고 확대된 것을 볼 수 있다. 삼동(三洞)은 4세기말에서 5세기초에 성립되었다. 사보(四輔)는 5세기말에서 6세기초에 성립되었다.
삼동사보라는 관념이 성립될 즈음에 '"도교"(道敎)라는 표현이 최초로 등장했다는 것은 도교의 역사에서 중요한 일이다. 이 말을 최초로 사용한 사람은 북위(北魏)의 구겸지(寇謙之: 365-448)로, 그는 도교를 집대성한 사람, 또는 최초의 교단도교(敎團道敎)의 창시자로 알려져 있다.

## 참고 문헌
- 이 문서에는 다음커뮤니케이션(현 카카오)에서 GFDL 또는 CC-SA 라이선스로 배포한 글로벌 세계대백과사전의 내용을 기초로 작성된 글이 포함되어 있습니다.